# David Foster Wallace
David Foster Wallace (Ithaca, 21 de fevereiro de 1962 — 12 de setembro de 2008) foi um romancista, contista, ensaísta e professor norte-americano. Wallace é famoso sobretudo por sua obra de 1996 Infinite Jest, amplamente reconhecida como um dos melhores romances das últimas décadas.
Ele cresceu em Illinois e frequentou o Amherst College e ensinou inglês no Emerson College, na Illinois State University e no Pomona College. A revista Time listou Infinite Jest como um dos 100 melhores romances escritos em inglês entre os anos de 1923 a 2005. Seu romance póstumo, The Pale King (2011), foi finalista do Prémio Pulitzer de Ficção em 2012.
O Los Angeles Times classificou Wallace como 'um dos escritores mais influentes e inovadores dos últimos vinte anos'. Ele influenciou grande parte dos escritores contemporâneos, dentre os quais se destacam Dave Eggers, Zadie Smith, Jonathan Franzen, Elizabeth Wurtzel, e John Green.
Em 2008, Wallace cometeu suicídio aos 46 anos, após uma longa batalha contra a depressão. As cinzas de Wallace foram espalhadas no Arquipélago Juan Fernández, no Chile, pelo  romancista e amigo pessoal de Wallace, Jonathan Franzen, que, logo após a morte de Wallace desabafou na The New Yorker: “O establishment literário nunca escolheu David para um prémio nacional, e agora o declara um tesouro do país”.

## Biografia
David Foster Wallace nasceu em Ithaca, cidade localizada a 400 km de Nova York, em 21 de fevereiro de 1962, filho de James Donald Wallace e Sally Jean Foster. Ele morou em Champaign, Illinois, até a quarta série e depois se mudou para Urbana, onde estudou na Yankee Ridge School. Quando adolescente, Wallace foi um tenista júnior e chegou a fazer parte do raking regional, experiência sobre a qual escreveu no ensaio "Derivative Sport in Tornado Alley". Embora seus pais fossem ateus, Wallace tentou duas vezes entrar para a Igreja Católica Romana, mas "foi reprovado no período de investigação"; mais tarde, ele frequentou uma igreja menonita.
Inscrito no Amherst College, a mesma universidade de seu pai, formou-se em 1985 em literatura e filosofia, com especialização em lógica modal e matemática, então  na Universidade de Harvard, que abandonou no final de 1989, após ser internado numa clínica psiquiátrica de McLean.
Sua tese sobre lógica modal, intitulada "Fatalismo" e a Semântica da Modalidade Física de Richard Taylor (tema do artigo Consider the Philosopher de 2008 do New York Times) recebeu o Prêmio Memorial Gail Kennedy. Em 1987, ele obteve o título de Mestre em Belas Artes em redação criativa pela Universidade do Arizona. Ele lecionou na Illinois State University durante grande parte da década de 1990 e, no outono de 2002, tornou-se professor de redação criativa e literatura inglesa no Pomona College, na Califórnia.
Seu romance de estreia, The Broom of the System, é inspirado em sua segunda tese universitária e foi lançado em 1987. Os críticos imediatamente notaram o talento de Wallace, que, com apenas 25 anos, se distinguia por seu estilo irônico, complexo e agudo. Em 1989 foi lançada nos Estados Unidos a garota de cabelos estranhos, uma coletânea de contos que aborda temas típicos de Wallace e que foi considerada seu manifesto poético e estilístico.
Seu segundo romance, Infinite Jest, foi lançado em 1996 e fez de Wallace um autor de culto internacional. Em 2006, a revista Time o incluiu na lista dos 100 melhores romances em língua inglesa de 1923 a 2006. O romance, considerado a obra-prima do escritor americano, descreve a complexidade da sociedade contemporânea: as dificuldades nas relações interpessoais, o uso de as drogas, o papel cada vez mais importante do mundo do entretenimento, mídia e entretenimento, a exasperada competição social contada por meio do tênis, esporte praticado em níveis competitivos pelo próprio autor.
Referido pelo New York Times como um "Émile Zola do pós-milênio" e "a melhor mente de sua geração", os críticos frequentemente o compararam a autores famosos como Thomas Pynchon, Don DeLillo, Vladimir Nabokov e Jorge Luis Borges. Considerado um dos representantes da corrente literária Avantpop, recebeu diversos prêmios, entre eles o MacArthur Fellowship.

### Morte
De acordo com o pai de Wallace, David sofreu de depressão por mais de vinte anos e graças ao tratamento antidepressivo, Wallace conseguiu se manter produtivo. Os efeitos colaterais dos medicamentos o levaram, em junho de 2007, a interromper a terapia à base de fenelzina, com a aprovação de seu médico.
A depressão voltou e Wallace tentou outros tratamentos, incluindo eletroconvulsoterapia. Eventualmente, ele voltou a tomar fenelzina, mas não obteve resultado. Em 12 de setembro de 2008, aos 46 anos, Wallace escreveu uma mensagem de despedida de duas páginas endereçada a sua esposa, corrigiu parte do manuscrito de The Pale King e se enforcou em uma viga em sua casa em Claremont, Califórnia. O corpo foi encontrado por sua esposa, Karen Green.

## Estilo
A sua escrita caracterizava-se principalmente pela ironia, presença quase constante em seus textos. Wallace era adepto da prosa pós-modernista, repleta de metalinguagens e autoparódias, muito embora revelasse uma preocupação acerca do mau uso/uso excessivo de tais recursos (isso é visto de forma clara no conto Octeto, da coletânea Breves Entrevistas com Homens Hediondos).
Em seus escritos, Wallace abrange vários gêneros: romance enciclopédico, romance pós-moderno, realismo histérico estão entre as categorias mais usadas para descrever os escritos de Wallace. Ele ainda experimenta uma ampla gama de diversidade lingüística, empregando desde jargões de rua ao léxico científico e médico, passando por termos esportivos, jurídicos, cinematográficos e acadêmicos.
Wallace demonstrava grande domínio dos mais variados recursos estilísticos da prosa, fazendo grande uso do discurso indireto livre (uma tendência nos autores modernos), de grandes orações concatenadas de forma levemente maníaca e, o que já é conhecido como sua marca registrada, de extensivas notas de rodapé, tão úteis e importantes quanto o próprio corpo do texto. Em entrevista concedida a Charlie Rose, Wallace caracterizou o uso excessivo de notas de rodapé como forma de interromper a linearidade do texto e manter um senso de coesão narrativa. Estudiosos sugerem que os diferentes níveis de narração e as notas de rodapé têm uma estrutura fractal que segue um modelo do Triângulo de Sierpinski.

## Adaptações

### Cinema e televisão
Uma adaptação para o cinema de Brief Interviews with Hideous Men, dirigido por John Krasinski foi lançado em 2009 e estreou no Festival de Cinema de Sundance.
O 19º episódio da 23ª temporada de Os Simpsons, "A Totally Fun Thing That Bart Will Never Do Again" (2012), é vagamente baseado no ensaio de Wallace "Shipping Out" de sua coleção de 1997, "Uma coisa supostamente divertida que eu nunca mais vou fazer". A família Simpson faz um cruzeiro e Wallace aparece no fundo de uma cena, vestindo uma camiseta de smoking enquanto come na sala de jantar do navio.
O filme de 2015 The End of the Tour é baseado em conversas que David Lipsky teve com Wallace. Jason Segel interpretou Wallace e Jesse Eisenberg interpretou Lipsky. O filme ganhou o Prêmio do Público de Melhor Narrativa no Festival de Cinema de Sarasota, e Segel foi indicado ao Independent Spirit Award de Melhor protagonista masculino.

## Obra

### Romances
- The Broom of the System (1987)
- Infinite Jest (1996) (Brasil: Graça Infinita / Portugal: A piada infinita)[32]
- The Pale King (2011) (Brasil: O Rei Pálido / Portugal: O Rei Pálido)

### Coletânea de contos
- Girl with Curious Hair (1989)
- Brief Interviews with Hideous Men (1999) (Brasil: Breves entrevistas com homens hediondos ) (Companhia das Letras, 2005)
- Oblivion: Stories (2004)

### Não-ficção
- Signifying Rappers: Rap and Race in the Urban Present (co-autoria com Mark Costello) (1990)
- A Supposedly Fun Thing I'll Never Do Again (ensaios) (1997)
- Up, Simba! (2000)
- Everything and More: A Compact History of Infinity (2003)
- Consider the Lobster (ensaios) (2005)
- McCain's Promise: Aboard the Straight Talk Express with John McCain and a Whole Bunch of Actual Reporters, Thinking About Hope (reedição em brochura de Up, Simba!) (2008)
- This Is Water: Some Thoughts, Delivered on a Significant Occasion, about Living a Compassionate Life (2009)
- Fate, Time, and Language: An Essay on Free Will (2010)

#### No Brasil
- Ficando longe do fato de já estar meio que longe de tudo (2012) (Coletânea de diversos textos do autor - tradução de Daniel Pellizzari e Daniel Galera; Companhia das Letras)
- Um antídoto contra a solidão (2022) (Coletânea de entrevistas de Wallace aos longo de sua carreira - tradução de Sara Grünhagen e Caetano Galindo; Editora Âyiné)